# De Teutoonse ridders
De Teutoonse ridders (Pools:  Krzyżacy) is een Poolse oorlogsfilm uit 1960 onder regie van Aleksander Ford. Het scenario is gebaseerd op de gelijknamige roman uit 1900 van de Poolse auteur Henryk Sienkiewicz.

## Verhaal
Tegen de achtergrond van de strijd van Polen tegen de Teutoonse ridders wordt het verhaal verteld van een ongelukkige liefde van twee jonge mensen. De strijd wordt beëindigd door de overwinning van de Polen in de slag bij Grunwald, waardoor soevereiniteit van Polen voor enige tijd verzekerd zal zijn.

## Rolverdeling
| Acteur                 | Personage                        |
| ---------------------- | -------------------------------- |
| Grazyna Staniszewska   | Danusia Jurandówna               |
| Urszula Modrzynska     | Jagienka ze Zgorzelic            |
| Mieczyslaw Kalenik     | Zbyszko z Bogdanca               |
| Aleksander Fogiel      | Macko z Bogdanca                 |
| Andrzej Szalawski      | Jurand ze Spychowa               |
| Leon Niemczyk          | Fulko de Lorche                  |
| Henryk Borowski        | Zygfryd de Löwe                  |
| Mieczyslaw Voit        | Kuno von Lichtenstein            |
| Tadeusz Bialoszczynski | Jan I van Warschau               |
| Stanislaw Jasiukiewicz | Ulrich von Jungingen             |
| Emil Karewicz          | Wladislaus II Jagiello van Polen |
| Józef Kostecki         | Vytautas                         |
| Janusz Strachocki      | Konrad von Jungingen             |
| Lucyna Winnicka        | Anna Danuta                      |
| Cezary Julski          | Zawisza Czarny                   |
| Jerzy Kozakiewicz      | Cztan z Rogowa                   |